# Barbourion lemaii
Barbourion lemaii is een vlinder uit de familie van de pijlstaarten (Sphingidae). De wetenschappelijke naam van de soort werd in 1933 gepubliceerd door Eugène Le Moult.